# Felix culpa
Felix culpa (lateinisch für „glückliche Schuld“) ist eine schon seit dem frühen Mittelalter nachweisbare Formulierung aus dem liturgischen Gesang Exsultet, der bis heute Bestandteil der römisch-katholischen und evangelisch-lutherischen Osternachtsfeier ist. Der Ausdruck ist eine zugespitzte Formulierung der Soteriologie des Exsultet, wurde aber auch in anderen Kontexten aufgegriffen.

## Text
Der ganze Vers lautet so:
| Missale Romanum ³2002                                            | Messbuch (1996)                                               | Wörtliche Übersetzung                                                      |
| ---------------------------------------------------------------- | ------------------------------------------------------------- | -------------------------------------------------------------------------- |
| „O felix culpa, quae talem ac tantum meruit habere Redemptorem!“ | „O glückliche Schuld, welch großen Erlöser hast du gefunden!“ | „O glückliche Schuld, die es verdiente, einen so großen Erlöser zu haben.“ |

Dieser Vers ist der vierte von fünf O-Rufen, die das Paradoxon der pauschalen Erlösung darstellen. Im vorausgehenden Vers findet sich der Ausdruck necessarium peccatum („nötige Schuld“, Messbuch [1996]: „heilbringende Sünde des Adam“), im Ruf davor findet sich das Motiv des „wunderbaren Tausches“ („fröhlicher Wechsel)“.

## Klassische Deutung
Dem Verständnis der „glücklichen Schuld“ dient das Konzept der renovatio in melius („Erneuerung zu etwas Besserem“). In der Auffassung von Augustinus und auch von Ambrosius von Mailand ist Erlösung nicht Rückkehr zum paradiesischen Urzustand von Mensch und Welt (renovatio in pristinum), sondern die Schaffung eines „noch besseren“ Zustandes. Diese Überbietung charakterisiert Augustinus folgendermaßen:

„Doch durfte eine solche Ordnung der Dinge nicht übergangen werden, in der Gott zeigen wollte, wie gut ein vernünftiges Wesen ist, welches die Möglichkeit hat, nicht zu sündigen [non peccare posse], obschon ein Wesen, das überhaupt nicht sündigen kann [peccare non posse], höher steht.“

Entsprechendes sagt Augustinus dann über die Möglichkeit, nicht zu sterben, und die (bessere) Unsterblichkeit. Das jeweils Zweitgenannte wird dabei als Verheißung verstanden, die dem erlösten Menschen zuteilwerde.
Der hier zugrunde gelegte Freiheitsbegriff, wonach die Unfähigkeit zur Sünde „freier“ ist als die Möglichkeit oder Fähigkeit zur Sünde, ist eine antike Auffassung. Dahinter steht jedoch der (gläubige) Willensbegriff, wonach der Wille genau dann frei und vollendet ist, wenn er dem Willen Gottes gleicht. In Überbietung zum Paradieszustand ist diese Übereinstimmung („Dein Wille geschehe!“) nun eine persönliche Entscheidung, die in bewusster Kenntnis der Alternativen getroffen wird, da der Mensch nun die Lernerfahrungen des Lebens und der Gottesferne, die „Adam“ nicht hatte, mitnimmt. Die Erlösung schließt – bildlich gesprochen – die gegessenen Früchte der Erkenntnis von Gut und Böse ein.
Im (eschatologischen) Himmel ist es also „schöner“ als im Garten Eden. Christus überbietet nämlich Adam; Erlösung überbietet Schöpfung. Diese Aussage wird in dem Ambrosiuszitat Nihil enim nobis nasci profuit, nisi redimi profuisset, ebenfalls im Exsultet, aufgegriffen. In der Formulierung von Augustinus ist die Erlösungsgnade größer als die Urstandsgnade. Gnade verwendet und überbietet Sünde, statt sie bloß auszugleichen oder quasi ungeschehen zu machen (so auch „Wo die Sünde reichlich wurde, da wurde die Gnade überreichlich“, Röm 5,20 ). Eine solch großartige Erlösung wird in dichterisch-poetischer Sprache bejubelt. Außerdem werden damit „diese Welt“ und die Menschen in ein positives Licht gerückt, ohne das Böse darin zu leugnen: Der rettende Gott ist größer, und damit ist die Welt zwar zu einem gewissen Grad eine „gefallene“, aber als solche zu einem höheren Grad angenommen; Gott kommt mehr auf den Menschen zu, als sich dieser von ihm entfernt hat.
Thomas von Aquin greift diese Deutung auf in der Diskussion, ob Gott auch dann Mensch geworden wäre, wenn der Mensch nicht gesündigt hätte. Dass Gott die Sünde und das Leid zulässt, ist für Thomas evident unter den Prämissen, dass erstens Gott im größtmöglichen Maße gut ist und zweitens, dass es in größerem Maße gut ist, aus Schlechtem Gutes zu machen als nur das Gute gut sein zu lassen:

„Eine doppelte Fähigkeit kann in der Natur unterschieden werden: Die eine ist nach der Ordnung der natürlichen Vermögen; und dieser wird von Gott immer genuggethan, der jedem Dinge giebt gemäß der demselben von Natur eigenen Fähigkeit. Die andere richtet sich nach der Ordnung der göttlichen Macht, welcher jede Kreatur auf den Wink, ohne Verzug, gehorcht; und dazu gehört die hier berührte Fähigkeit. Einer solchen Fähigkeit nun der Natur thut Gott nicht immer genug; sonst könnte Gott in der Natur nichts Anderes thun wie das, was Er eben thut; was falsch ist, nach I. Kap. 105, Art. 6. Nichts aber steht dem entgegen, daß nach der Sünde die menschliche Natur zu einem größeren Gute gelangt sei; denn Gott läßt zu, daß Übles geschehe, damit Er daraus etwas Besseres erstehen lasse, nach Röm. 5.: „Wo überfloß die Sünde, da floß auch über die Gnade.“ Demgemäß wird auch beim Segen der Osterkerze gesagt: „O glückliche Schuld, welche die Ursache war, daß wir einen so guten und so großen Erlöser haben.““

Der felix-culpa-Gedanke unterscheidet sich von der für die Theodizeefrage herangezogenen Vorstellung des „bonum durch malum“ (neues und größeres Gutes kann aus dem Bösen heraus erwachsen als Rechtfertigung des Bösen) dahingehend, dass die Möglichkeit, dass Gutes aus dem Bösen oder dem Leid heraus erwächst, keine intrinsische Eigenschaft des Übels, sondern vielmehr Gottes Heilswirken ist.
Adams Schuld ist also nicht „an sich“ oder aus sich selbst heraus eine glückliche oder befreiende, sondern wird in die Erlösungstat hineingenommen, um zu ihrer Vollendung geführt zu werden. Damit vergleichbar ist die Aussage des Sprichworts, dass man durch Fehler lernt. Dies sagt ja weder, dass man jetzt Fehler machen sollte, um daraus zu lernen, noch, dass Fehler als solche gut seien, sondern ein Fehler wird dann und nur dann zu einem „guten Fehler“, wenn die nötige Lernerfahrung daraus gemacht wird. Entsprechend wird Schuld dann „glücklich“, wenn sie erlöst wird. Dieser Überbietungscharakter leugnet weder deren alleinige Erwirkung durch Gottes Heilshandeln, noch die Schwere der Schuld.

## Andere Interpretationen und Adaptionen
Immanuel Kant deutet den Sündenfall als „die Entlassung […] [des Menschen] aus dem Mutterschooße“, die „ihn aus dem harmlosen und sicheren Zustande der Kindespflege, gleichsam in einem Garten, der ihn ohne seine Mühe versorgte, heraustrieb“ und markiere so den „Übergang aus der Rohigkeit eines bloß thierischen Geschöpfes in die Menschheit, aus dem Gängelwagen des Instincts zur Leitung der Vernunft, mit einem Worte, aus der Vormundschaft der Natur in den Stand der Freiheit“ oder auch der Kultur und sei als die Emanzipation des Menschen zu einem autonomen Wesen nur zu begrüßen.
Der felix-culpa-Gedanke wurde in abgewandelter Form in der Neuzeit auch literarisch verarbeitet, besonders von Thomas Mann in seiner Erzählung Der Erwählte. Darin wird dem Sünder Gregorius nach einer langen Bußzeit höchste Ehre zuteil. Der Erzähler reflektiert dabei über die Spekulation des Sünders auf die Gnade, durch die die Gnade unmöglich werde.